# Francisca Acciaioli
Francisca Acciaioli o Acciajuoli (Francesca Acciaioli, ?-1430) fue la esposa de Carlo I Tocco, conde palatino de Cefalonia y Zacinto.

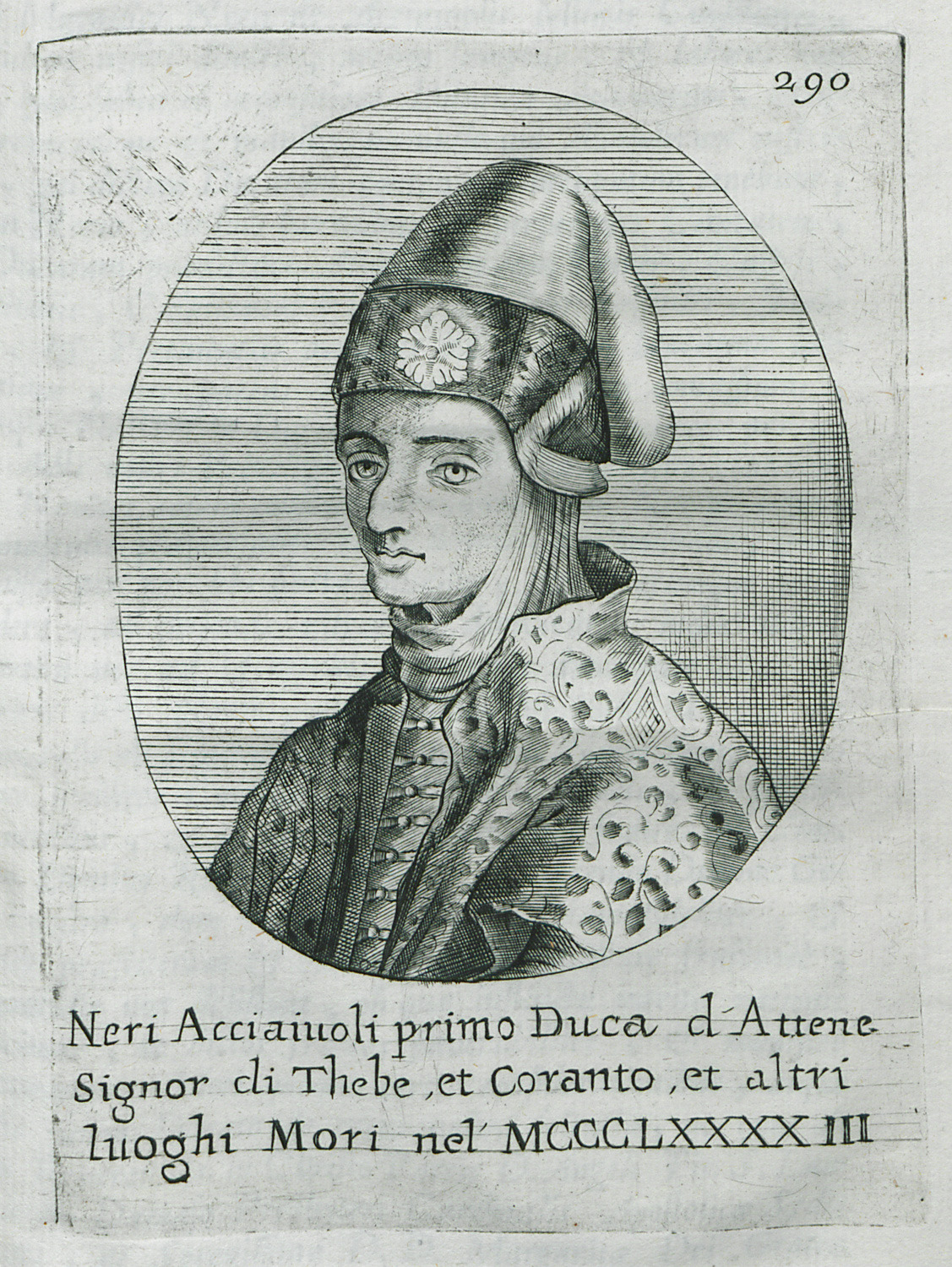
El padre de Francisca, Nerio I Acciaioli

## Origen familiar
Francisca era la menor de las dos hijas de Nerio I Acciaioli y de Agnes de Saraceni. Nerio —miembro de una importante familia de banqueros de Florencia— se mudó a la Grecia franca en la década de 1360. Al principio, actuó de representante de su poderoso pariente Nicolás Acciaioli, que lo adoptó como hijo suyo. Se hizo con vastos dominios en el Principado de Acaya: el hijo de Nicolás, Ángel, le hipotecó Corinto y Nerio se apoderó de Mégara por la fuerza. El abuelo materno de Francisca, Saraceno de Saraceni, era un ciudadano veneciano de Negroponte. Nerio y Agnes se casaron antes de 1381.
Las negociaciones sobre el matrimonio de Francisca con un hijo de Felipe Dalmau, el vicario general del Ducado de Atenas, fracasaron en 1382. Lo mismo sucedió con los planes para casar a Francisca con el hijo de Ángel Acciaioli en 1388. Ese mismo año, Nerio se hizo con el poder en el Ducado de Atenas.

## Condesa
Finalmente, Francisca fue dada en matrimonio a Carlo I Tocco, el conde palatino de Cefalonia y Zacinto, en una fecha desconocida, entre 1388 y 1393. La madre de Carlo, Magdalena de Buondelmonti, había organizado el matrimonio esperando que Francisca heredase parte de los dominios de su padre, ya que la novia solamente tenía hermanos varones bastardos. Según el derecho canónico, el matrimonio era incestuoso, porque Magdalena era sobrina de Nicolás Acciaioli, pero en realidad la unión nunca se impugnó.